# Zak Zodiac
Zak Zodiac, pseudonimo di Zak Bevis (Norwich, 29 maggio 1991), è un wrestler britannico, fratello maggiore della wrestler Paige.
Ha iniziato a praticare il wrestling, a 10 anni, con il ring name Zak Knight, nella World Association of Wrestling, una federazione gestita dalla sua famiglia, nota in tutto il mondo come "Knight Dinasty", anche loro wrestler professionisti. Svolge anche la funzione di allenatore in molte altre federazioni britanniche, compresa quella già citata. Si esibisce anche in molte federazioni indipendenti britanniche ed europee.

## Biografia
Zak è figlio di Saraya Knight e di Ricky Knight entrambi wrestler professionisti; anche suo fratello, Roy, è wrestler e sua sorella Paige, anche lei wrestler, ha esordito in WWE nel 2011 per poi ritirarsi dal wrestling lottato nel 2018 a seguito di un infortunio subìto al collo. La sorella tornò poi a esibirsi nella All Elite Wrestling il 21 settembre 2022.

## Carriera nel wrestling

### World Association of Wrestling (2002-presente)
Iniziò a praticare il wrestling a soli 10 anni nella World Association of Wrestling, una federazione gestita dalla sua famiglia. Zak ebbe il suo primo match titolato contro Phil Lea con in palio il titolo WAW Youth Championship che però non vinse. Ebbe anche molti match contro suo padre Ricky Knight, sua madre Sweet Saraya, sua sorella Britani Knight (meglio nota al giorno d'oggi come Paige) e suo fratello maggiore Roy (noto anche come Zebra Kid). Nel 2006 Zak vinse il titolo WAW Pontins Open Champion dopo aver vinto un match contro il padre Ricky Knight. Durante l'evento WAW Champion's Night, Zak vinse un royal rumble match di 15 uomini. Zak vinse anche l'evento WAW King of the Ring nel 2007 sconfiggendo The Cougar Kid nel match finale. Nell'estate del 2007, Zak ha affrontato Jonny Storm in un match con in palio il WAW British Lightweight Championship, ma rimase sconfitto da Storm. Nell'Agosto del 2008, Zak affrontò Erik Isaksen per il titolo WAW Heavyweight Championship, tuttavia, il match fu interrotto dall'arbitro. Il 2 Marzo 2008 Zak sconfisse Paul Tyrell per vincere il titolo WAW British Cruiserweight Championship. Il titolo rimase in mano di Zak fino ad Aprile 2010. Zak partecipò all'evento WAW King Of The Ring del 2009, ma rimase sconfitto da Zebra Kid. Zak, successivamente, affrontò Aaron Frost in un match con in palio (all'epoca ancora senza un detentore) il WAW European Championship ma rimase sconfitto. A partire dal 2011, Zak partecipa in WAW solo ad alcuni match sporadici l'anno.
Durante la terza edizione dell'evento WAW Trouble At The Talk, Zak sconfisse Steve Corino in un match con in palio il WAW World Heavyweight Championship dove vinse il premio per la prima volta.

### Real Deal Wrestling (2006–2009)
Il 12 Luglio 2006, Zak debuttò in Real Deal Wrestling durante l'evento RDW vs WAW e sfidò Dave Rayne per il titolo RDW Lincolnshire Regional Championship ma rimase sconfitto. Il successivo Agosto, Zak vinse il titolo RDW Heavyweight Championship in un Royal Rumble match successivamente, sfidò Mick Romeo in un match titolato per lo stesso premio dove rimase sconfitto. Due giorni dopo, Zak partecipò ad un gauntlet match con in palio il titolo RDW Lincolnshire Regional Championship uscendone vittorioso. Avrebbe poi perso il titolo contro Sykes in un triple threat ladder match. Il 3 Febbraio 2007, Zak si alleò con suo padre Ricky Knight per poter vincere il titolo RDW Tag Team Champions contro gli "UK Pitbullsin" in un match titolato, uscendone vittoriosi. Il duo fu una grande squadra riuscendo a mantenere il titolo per 9 mesi per poi perderlo contro gli "Underdogs" (Luc Harrison e Nathan Chalder) in un five-way tag team match. Zak partecipò anche al match finale dell'edizione del 2008 dell'evento King of the Castle ma rimase sconfitto da Havok. Nel 2009, Zak partecipò a molti match titolati senza vincerne neanche uno.

### Norwegian Wrestling Federation (2006–2007)
Zak fece il suo debutto nel wrestling al di fuori del Regno Unito dopo aver viaggiato in Norvegia debuttando nella Norwegian Wrestling Federation alleandosi con suo padre, Ricky Knight, per sconfiggere Fremtiden. Zak partecipò anche all'evento Max21 Cup dove sfidò Gabriel Antonick nel match finale ma rimase sconfitto.

### The Hooligans (2010–presente)
Nel tardo 2010, Zak formò una squadra con suo fratello Roy. La squadra prese il nome di "The Football Hooligans" e i ring name di Zak e Roy furono rispettivamente cambiati in Bex e Bud. Fecero il loro primo match nel Novembre 2010 all'evento Herts And Essex Wrestling vs World Association of Wrestling uscendone vittoriosi. Nel 2011 la coppia sconfisse i "Devil's Playboys" (Brett Meadows e Sam Knee) vincendo il titolo HEW Tag Team Championship durante uno street fight match titolato. Dopo questa vittoria, il titolo della loro squadra fu abbreviato semplicemente in "The Hooligans". Grazie al loro successo nel Regno Unito, gli Hooligans viaggiorno in Germania per sfidare Christian Eckstein & Leon van Gasteren alla European Wrestling Promotion in un match con in palio l'EWP Tag Team Championship ma tornarono in Inghilterra sconfitti. Successivamente, gli Hooligans si esibirono in una delle federazioni più importanti del regno unito, l'International Pro Wrestling: United Kingdom dove sfidarono e sconfissero i "Project Ego" (Kris Travis e Martin Kirby). Gli Hooligans apparverò anche nella All Star Wrestling. Il 15 Settembre 2012, sconfissero gli "Army of Two" (Scott Fusion & Aaron Sharpe) per vincere il titolo (all'epoca ancora senza un detentore) RQW European Tag Team Championship che poi perserò sempre dopo aver sfidato gli Army of Two il 23 Marzo 2013. Gli Hooligans tornarono ad esibirsi nella loro città natale, Norwich, il 17 Ottobre 2015 nella federazione ICW.

### WWE (2011)
L'11 Novembre 2011, Zak Zodiac apparve nell'episodio di WWE SmackDown, alleatosi con Andy Baker e Tom LaRuffa per affrontare Big Show in un handicap match  durante la sua faida con Mark Henry ma il trio rimase sconfitto.

## Vita privata
È sposato e ha tre figli, un maschio e due femmine, quest'ultime, nate ad Aprile 2021.

## Nella cultura di massa
Nel 2012, Channel 4 realizzò un documentario sulla sua vita, compresa quella dei suoi genitori e della sorella Paige: "The Wrestlers: Fighting with My Family". Il documentario fu poi adattato in un film biografico nel 2019 dal titolo Una famiglia al tappeto, scritto e diretto da Stephen Merchant e prodotto da Dwayne Johnson, dove Zak è interpretato da Jack Lowden.

## Titoli e riconoscimenti
- DAM Promotions
  - DAM Trophy Tournament (2006)
- Herts And Essex Wrestling
  - HEW Heavyweight Championship (1)
  - Isak Rain Memorial Cup (2008)
- Preston City Wrestling
  - PCW Tag Team Championship Preston City Wrestling (1) – con Roy Knight
- Pro Wrestling Illustrated
  - Ranked No. 377 of the top 500 singles wrestlers in the PWI 500 in 2018[10]
- Real Deal Wrestling
  - RDW Tag Team Championship (1)
  - RDW Lincolnshire Regional Championship (1)
- Real Quality Wrestling
  - RQW European Tag Team Championship (1) – con Roy Knight
- World Association of Wrestling
  - WAW World Heavyweight Championship (2)[11]
  - WAW World Tag Team Championship (1)[11]
  - WAW British Light Heavyweight Championship (1)[11]
  - WAW Pontins Open Championship (1)
  - WAW King of the Ring (2007)
  - TWW Championship (1)[11]
- Altri Titoli
  - British InterFed Cup 2007